# Việt Nam Tuyên truyền Giải phóng quân

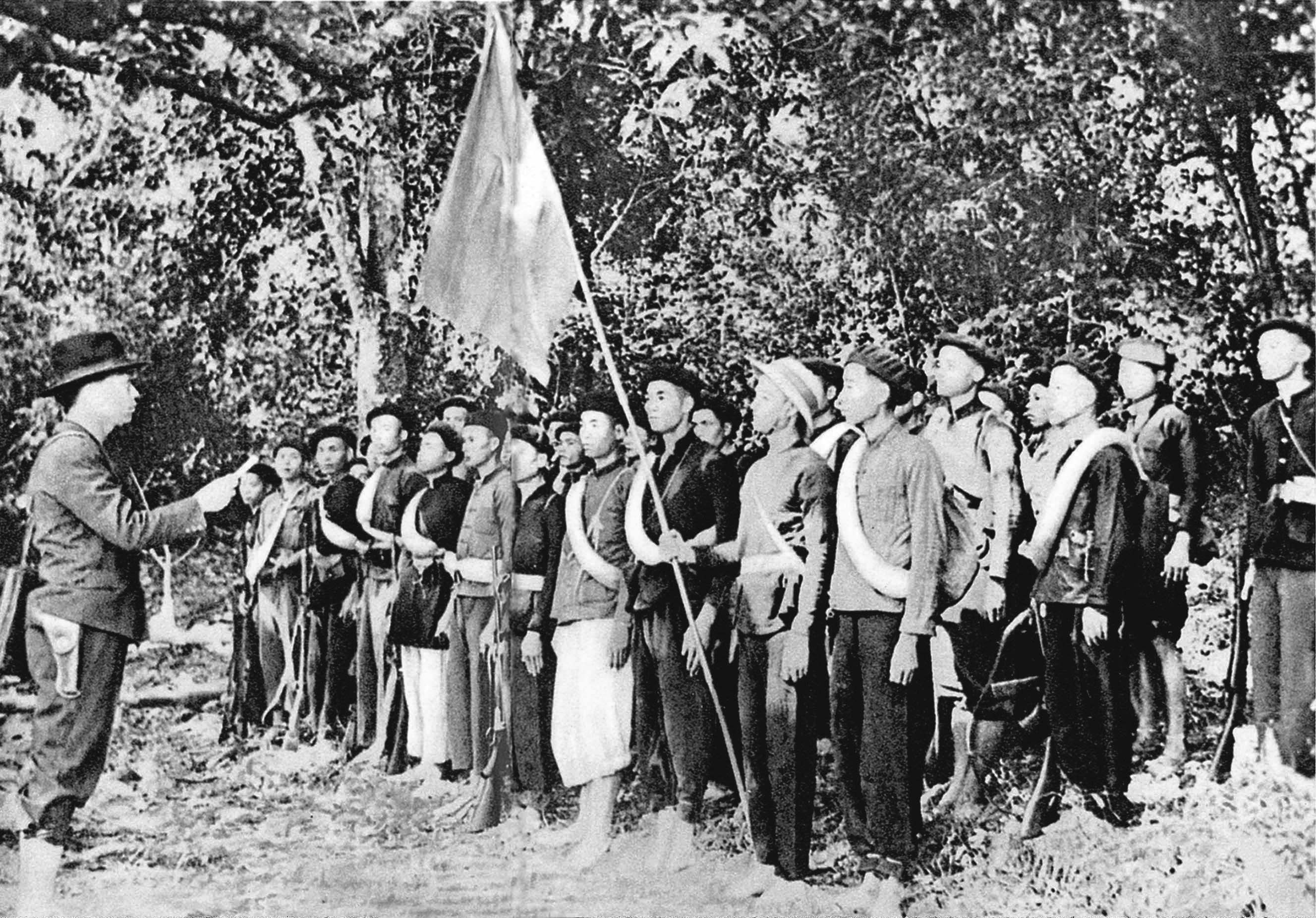
Buổi lễ thành lập đội Việt Nam Tuyên truyền Giải phóng Quân; Võ Nguyên Giáp (bìa trái), Hoàng Văn Thái cầm cờ (là người đội mũ cối)

Việt Nam Tuyên truyền Giải phóng quân là tên của đội quân chủ lực của Mặt trận Việt Minh từ tháng 12 năm 1944 đến tháng 5 năm 1945. Đây là tổ chức quân sự cùng với Cứu quốc quân được xem là tiền thân của Quân đội nhân dân Việt Nam. Ngày thành lập Việt Nam Tuyên truyền Giải phóng quân, 22 tháng 12, sau này đã được chọn làm ngày truyền thống của Quân đội nhân dân Việt Nam.

## Hình thành
Giữa năm 1944, chính quyền Mặt trận Việt Minh phát triển mạnh ở vùng Cao - Bắc - Lạng, tận dụng lợi thế do Pháp - Nhật chú ý ghìm nhau ở Đông Dương, chủ yếu ở các vùng đô thị quan trọng, nên chưa thể thực hiện trấn áp ở vùng núi biên giới. Tuy vậy, dù đã có những đội du kích vũ trang, nhưng hoạt động tuyên truyền chính trị của cán bộ Việt Minh vẫn chưa hoàn toàn kết hợp được với hoạt động vũ trang, khi đó vẫn mang nặng tính địa phương, thiếu thống nhất, nên chưa phát huy tác dụng gây dựng cơ sở lan rộng, nhất là với những vùng vẫn còn nằm trong vùng kiểm soát, dù là lỏng lẻo, của người Pháp.
Trong bối cảnh đó, lãnh tụ Việt Minh Hồ Chí Minh nhận định nếu chỉ có tuyên truyền chính trị sẽ khó thành công, vì vậy ông đã ra chỉ thị về việc thành lập một lực lượng vũ trang chủ lực, nòng cốt lấy từ các cán bộ chính trị, đội viên du kích năng nổ. Hồ Chí Minh chỉ định ông Võ Nguyên Giáp đảm nhiệm công việc thành lập lực lượng vũ trang tập trung. Sau khi được đồng chí Võ Nguyên Giáp và Lê Quảng Ba thông báo kế hoạch thành lập tổ chức vũ trang lấy tên "Đội Việt Nam Giải phóng quân", Người đã thêm hai từ "Tuyên truyền" để thành tên gọi hoàn chỉnh "Đội Việt Nam tuyên truyền giải phóng quân".
Trên cơ sở đó, tháng 9 năm 1944, một số cán bộ chính trị và đội viên du kích của Việt Minh, tập hợp thành 3 đội vũ trang tập trung của Tam Kim, Hoa Thám, Chí Kiên, đã được triệu tập dự lớp huấn luyện 20 ngày tại rừng Khuổi Cọ (cách đèo Cao Bắc khoảng 6 km) do các ông Võ Nguyên Giáp và Hoàng Sâm làm giảng viên.. Giữa tháng 12 năm 1944, một chỉ thị viết tay, để trong vỏ bao thuốc lá, của lãnh tụ Hồ Chí Minh gửi cho ông Võ Nguyên Giáp. Nội dung chỉ thị như sau:

### Chỉ thị thành lập Đội Việt Nam Tuyên truyền Giải phóng quân
1. Tên: Đội Việt Nam Tuyên truyền Giải phóng quân nghĩa là chính trị trọng hơn quân sự. Nó là đội tuyên truyền. Vì muốn hành động có kết quả thì về quân sự, nguyên tắc chính là nguyên tắc tập trung lực lượng, cho nên, theo chỉ thị mới của Đoàn thể, sẽ chọn lọc trong hàng ngũ những du kích Cao - Bắc - Lạng, số cán bộ và đội viên kiên quyết, hăng hái nhất và sẽ tập trung một phần lớn vũ khí để lập ra đội chủ lực.
Vì cuộc kháng chiến của ta là cuộc kháng chiến của toàn dân cần phải động viên toàn dân, vũ trang toàn dân, cho nên trong khi tập trung lực lượng để lập một đội quân đầu tiên, cần phải duy trì lực lượng vũ trang trong các địa phương cùng phối hợp hành động và giúp đỡ về mọi phương diện. Đội quân chủ lực trái lại có nhiệm vụ dìu dắt cán bộ vũ trang của các địa phương, giúp đỡ huấn luyện, giúp đỡ vũ khí nếu có thể được, làm cho các đội này trưởng thành mãi lên.
2. Đối với các đội vũ trang địa phương: Đưa cán bộ địa phương về huấn luyện, tung các các bộ đã huấn luyện đi các địa phương, trao đổi kinh nghiệm, liên lạc thông suốt, phối hợp tác chiến.
3. Về chiến thuật: Vận dụng lối đánh du kích, bí mật, nhanh chóng, tích cực, nay Đông, mai Tây, lai vô ảnh, khứ vô tung.
Đội Việt Nam Tuyên truyền giải phóng quân là đội quân đàn anh, mong cho chóng có những đội đàn em khác.
Tuy lúc đầu quy mô của nó còn nhỏ, nhưng tiền đồ của nó rất vẻ vang. Nó là khởi điểm của Giải phóng quân, nó có thể đi suốt từ Nam chí Bắc, khắp đất nước Việt Nam chúng ta.

## Thành lập
Đội được thành lập ngày 22 tháng 12 năm 1944 tại khu rừng nằm giữa hai tổng Trần Hưng Đạo và Hoàng Hoa Thám (nay thuộc tỉnh Cao Bằng). Quân số ban đầu được chia thành 3 tiểu đội, trong đó Võ Nguyên Giáp chỉ huy chung; Hoàng Sâm được chọn làm đội trưởng; Xích Thắng, tức Dương Mạc Thạch, làm chính trị viên, Hoàng Văn Thái phụ trách tình báo và kế hoạch tác chiến; Lâm Cẩm Như, tức Lâm Kính, phụ trách công tác chính trị; Lộc Văn Lùng tức Văn Tiên làm quản lý. Vũ khí ban đầu có 2 súng thập (súng ngắn 10 viên), 17 súng trường, 14 mã tấu.

## Hoạt động
Sau khi thành lập đội đã đánh thắng hai trận đầu tiên ở Phai Khắt và Nà Ngần (Cao Bằng). Sau 2 trận này, quân số tăng lên thành đại đội, Hoàng Sâm làm đại đội trưởng, còn Xích Thắng làm chính trị viên.
Đội đã tạo ra một khu vực có cơ sở cách mạng rộng lớn ở Hòa An, Nguyên Bình (Cao Bằng), Ngân Sơn, Chợ Rã (Bắc Kạn)...
Sau khi Nhật đảo chính Pháp ngày 9 tháng 3 năm 1945, Việt Nam Tuyên truyền Giải phóng quân chia thành nhiều mũi, có mũi thọc xuống phía nam đánh chiếm Ngân Sơn, Chợ Rã, Phủ Thông, Chợ Đồn, Na Rì (Bắc Kạn), Chiêm Hóa (Tuyên Quang), có mũi tiến công Thất Khê, Bình Gia (Lạng Sơn), lại có mũi ngược lên biên giới Việt - Trung hạ một loạt đồn trại từ Trùng Khánh đến Bảo Lạc rồi phát triển sang phía Hà Giang. Cuối tháng 3, đội Việt Nam Tuyên truyền Giải phóng quân đã gặp Cứu quốc quân ở Chợ Chu (Thái Nguyên).
Ngày 15 tháng 5 năm 1945, tại Chợ Chu, Việt Nam Tuyên truyền Giải phóng quân hợp nhất với Cứu quốc quân và một số đơn vị du kích thành lực lượng quân sự thống nhất, lấy tên là Việt Nam Giải phóng quân.

## Mười lời thề danh dự của đội viên Việt Nam Tuyên truyền Giải phóng quân[3]
Chúng tôi đội viên Đội Việt Nam tuyên truyền Giải phóng quân, xin lấy danh dự của một người chiến sĩ cứu quốc mà thề dưới lá cờ đỏ sao vàng năm cánh. Xin thề:
1. Hy sinh tất cả vì tổ quốc Việt Nam, chiến đấu đến giọt máu cuối cùng để tiêu diệt bọn phát xít Nhật-Pháp và bọn Việt gian phản quốc, làm cho nước Việt Nam trở nên một nước độc lập và dân chủ ngang hàng với các nước dân chủ trên thế giới.
2. Tuyệt đối phục tùng mệnh lệnh của cấp chỉ huy, khi nhận được mệnh lệnh gì sẽ tận tâm, tận lực thi hành cho nhanh chóng và chính xác.
3. Bao giờ cũng kiên quyết chiến đấu, dù gian khổ sở cũng không phàn nàn, vào sống ra chết cũng không sờn chí, khi ra trận quyết chí xung phong, dù đầu rơi máu chảy cũng không lùi bước.
4. Lúc nào cũng khẩn trương hoạt bát, hết sức học tập để tự rèn luyện thành một quân nhân cách mạng, xứng đáng là một người chiến sĩ tiên phong giết giặc cứu nước.
5. Tuyệt đối giữ bí mật cho bộ đội về nội dung tổ chức, về các cấp chỉ huy, tuyệt đối giữ bí mật cho tất cả các đoàn thể cứu quốc.
6. Khi ra trận nếu bị quân địch bắt được, thì dù cực hình tàn khốc thế nào cũng cương quyết một lòng trung thành với sự nghiệp giải phóng của toàn dân, không bao giờ cung khai phản bội.
7. Hết sức ái hộ bạn chiến đấu cũng như bản thân, hết lòng giúp đỡ nhau lúc thường cũng như lúc ra trận.
8. Hết sức giữ gìn vũ khí, không bao giờ để vũ khí hư hỏng, hay rơi vào tay quân thù.
9. Khi tiếp xúc với dân sẽ làm đúng ba điều răn: "không lấy của dân" – "không dọa nạt dân"- "không quấy nhiễu dân" và ba điều nên: "kính trọng dân" – "giúp đỡ dân" – "bảo vệ dân", để gây lòng tin cậy đối với dân chúng, thực hiện quân dân nhất trí giết giặc cứu nước.
10. Bao giờ cũng nêu cao tinh thần tự phê bình, giữ tư cách cá nhân mô phạm, không làm điều gì hại đến thanh danh Giải phóng quân và Quốc thể của Việt Nam.

## Danh sách các đội viên đầu tiên

34 đội viên đầu tiên của lực lượng Việt Nam Tuyên truyền Giải phóng quân

Trong số 34 cán bộ, chiến sĩ của đội có 29 người là dân tộc thiểu số. Cụ thể, dân tộc Tày: 19, dân tộc Nùng: 8, dân tộc Mông: 1, dân tộc Dao: 1; còn lại 5 người dân tộc Kinh.
| STT | Tên             | Bí danh          | Dân tộc | Quê quán              |
| --- | --------------- | ---------------- | ------- | --------------------- |
| 1   | Trần Văn Kỳ     | Hoàng Sâm        | Kinh    | Tuyên Hoá, Quảng Bình |
| 2   | Dương Mạc Thạch | Xích Thắng       | Tày     | Nguyên Bình, Cao Bằng |
| 3   | Hoàng Văn Xiêm  | Hoàng Văn Thái   | Kinh    | Tiền Hải, Thái Bình   |
| 4   | Hoàng Thế An    | Thế Hậu          | Tày     | Hà Quảng, Cao Bằng    |
| 5   | Bế Bằng         | Kim Anh          | Tày     | Hoà An, Cao Bằng      |
| 6   | Nông Văn Bát    | Đàm Quốc Chưng   | Tày     | Hoà An, Cao Bằng      |
| 7   | Bế Văn Bồn      | Bế Văn Sắt       | Tày     | Hoà An, Cao Bằng      |
| 8   | Tô Đình Cắm     | Tiến Lực         | Tày     | Nguyên Bình, Cao Bằng |
| 9   | Nguyễn Văn Càng | Thu Sơn          | Tày     | Hoà An, Cao Bằng      |
| 10  | Nguyễn Văn Cơ   | Đức Cường        | Kinh    | Hoà An, Cao Bằng      |
| 11  | Trần Văn Cù     | Trương Đắc       | Tày     | Nguyên Bình, Cao Bằng |
| 12  | Hoàng Văn Củn   | Quyền, Thịnh     | Tày     | Võ Nhai, Thái Nguyên  |
| 13  | Võ Văn Dảnh     | Luân             | Kinh    | Tuyên Hoá, Quảng Bình |
| 14  | Tô Vũ Dâu       | Thịnh Nguyên     | Tày     | Nguyên Bình, Cao Bằng |
| 15  | Dương Văn Dấu   | Đại Long         | Nùng    | dien hai              |
| 16  | Chu Văn Đế      | Nam              | Tày     | Nguyên Bình, Cao Bằng |
| 17  | Nông Văn Kiếm   | Liên             | Tày     | Nguyên Bình, Cao Bằng |
| 18  | Đinh Văn Kính   | Đinh Trung Lương | Tày     | Thạch An, Cao Bằng    |
| 19  | Hà Hưng Long    |                  | Tày     | Hoà An, Cao Bằng      |
| 20  | Lộc Văn Lùng    | Văn Tiên         | Tày     | Cao Lộc, Lạng Sơn     |
| 21  | Hoàng Văn Lường | Kính Phát        | Nùng    | Ngân Sơn, Bắc Kạn     |
| 22  | Hầu A Lý        | Hồng Cô          | Mông    | Nguyên Bình, Cao Bằng |
| 23  | Long Văn Mần    | Ngọc Trình       | Nùng    | Hoà An, Cao Bằng      |
| 24  | Bế Ích Nhân     | Bế Ích Vạn       | Tày     | Ngân Sơn, Bắc Kạn     |
| 25  | Bùi Huy Trấn    | Nam Sơn          | Kinh    | Đông Hưng,Thái Bình   |
| 26  | Hoàng Văn Nhủng | Xuân Trường      | Tày     | Hà Quảng, Cao Bằng    |
| 27  | Hoàng Văn Minh  | Thái Sơn         | Nùng    | Ngân Sơn, Bắc Kạn     |
| 28  | Giáp Ngọc Páng  | Nông Văn Bê      | Nùng    | Hoà An, Cao Bằng      |
| 29  | Nguyễn Văn Phán | Kế Hoạch         | Tày     | Hoà An, Cao Bằng      |
| 30  | Ma Văn Phiêu    | Bắc Hợp          | Tày     | Nguyên Bình, Cao Bằng |
| 31  | Đặng Tuần Quý   |                  | Dao     | Nguyên Bình, Cao Bằng |
| 32  | Lương Quý Sâm   | Lương Văn Ích    | Nùng    | Hà Quảng, Cao Bằng    |
| 33  | Hoàng Văn Súng  | La Thanh         | Nùng    | Hà Quảng, Cao Bằng    |
| 34  | Mông Văn Vẩy    | Mông Phúc Thơ    | Nùng    | Võ Nhai, Thái Nguyên  |